# Список кардиналов, возведённых папой римским Гонорием III

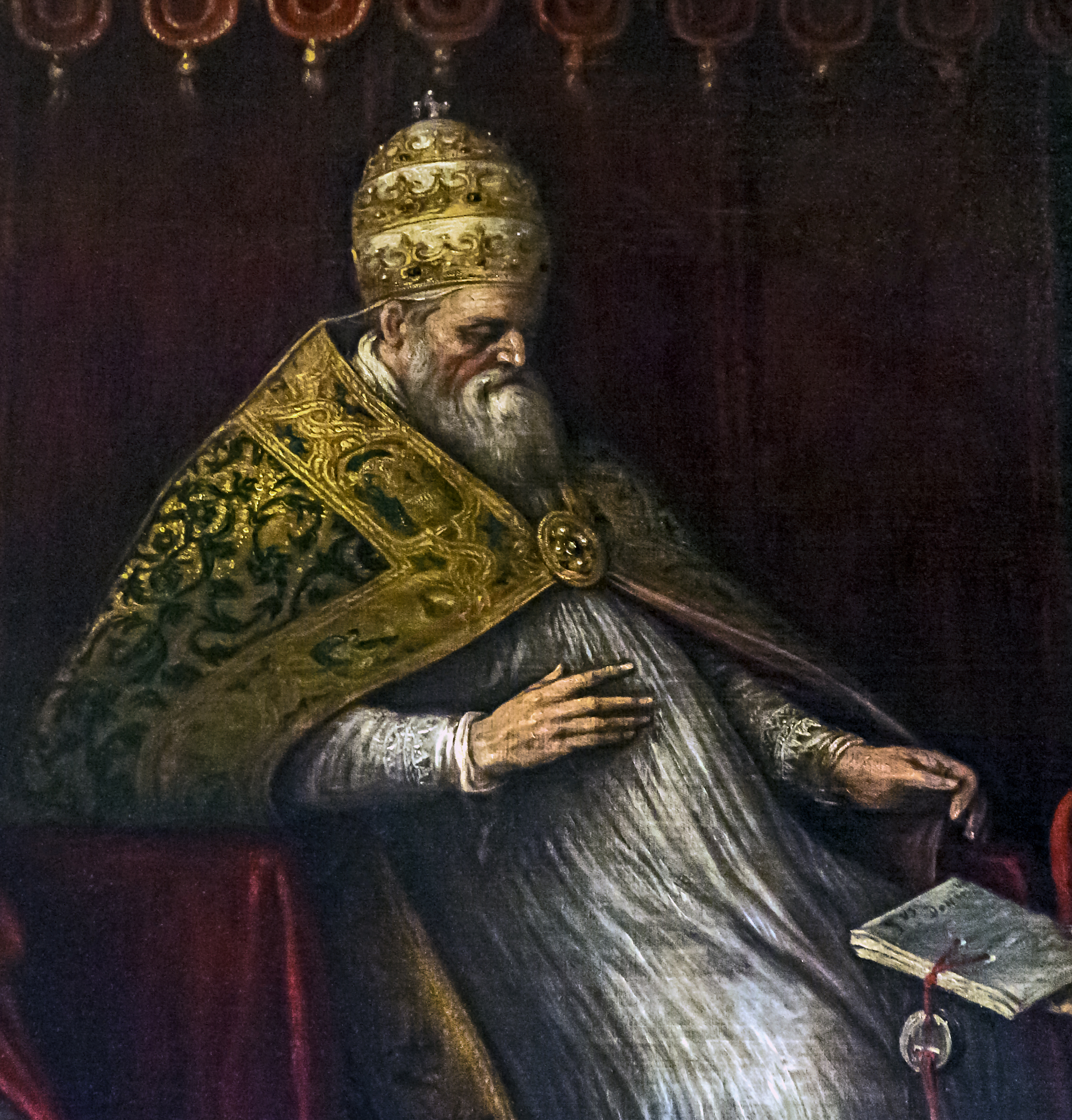
Папа Гонорий III

Кардиналы, возведённые Папой римским Гонорием III — 9 прелатов, клириков и мирян были возведены в сан кардинала на шести Консистории за почти одиннадцатилетний понтификат Гонория III.

## Консистория от декабря 1216 года
- Хиль Торрес (кардинал-дьякон с титулярной диаконией Санти-Козма-э-Дамиано);
- Бертрандо Савелли (кардинал-священник церкви Санти-Джованни-э-Паоло);
- Никколо (кардинал-дьякон с титулярной диаконией Санта-Мария-ин-Аквиро).

## Консистория от 8 января 1219 года
- Конрад фон Урах, O.Cist. (кардинал-епископ Порто и Санта Руфина).

## Консистория от октября, ноября или декабря 1219 года
- Пьетро Капуано младший, избранный латинский патриарх Антиохийский (кардинал-дьякон с титулярной диаконией Сан-Джорджо-ин-Велабро).

## Консистория от 1219 года
- Никола де Кьяромонте, O.Cist. (кардинал-епископ Фраскати).

## Консистория от 1221 года
- Лев (кардинал-священник церкви Сан-Марчелло);
- Роберто Райнальди (кардинал-священник церкви Санти-Джованни-э-Паоло).

## Консистория от 28 сентября 1225 года
- Оливер фон Падерборн, епископ Падерборна (кардинал-епископ Сабины).